# Glamourland
Glamourland was een Nederlands televisieprogramma van Gert-Jan Dröge, dat onder meer door de AVRO en SBS6 werd uitgezonden.
Aanvankelijk maakte Dröge societyreportages voor het VPRO-televisieprogramma Gasthof zum Postmodernen (1987-1988), waarin hij onder andere verslag deed van de opening van een gloednieuwe nachtclub in Amsterdam. Eind 1990 begon hij met Glamourland voor de AVRO, met als ondertitel Society volgens Dröge. Het is een programma met reportages over feestjes, premières, jachtpartijen en vernissages, waarbij hij de kijker aanvankelijk een blik gunt in de wereld van het 'oud geld'. Wanneer hij in die kringen al snel niet meer welkom is, richt hij zijn pijlen op een aanzienlijk gretiger doelgroep: de Nederlandse nouveau riche.
Op 21 oktober 2005, tijdens het Televizier-Ring Gala, werd er nog een korte aflevering van Glamourland uitgezonden.
Alle muziek van het programma komt uit de overture van de musicalfilm Pal Joey uit 1957. Een uitzondering hierop is de muziek die wordt gebruikt bij de afleveringen die voornamelijk werden gemaakt voor Glamourland International, waarin (bijvoorbeeld voor de afleveringen in Palm Beach) muziek van Chatsjatoerjan wordt gebruikt (de Masquerade Suite) en de muziek van de serie van Dynasty.